# Peter Hidien
Peter Hidien (ur. 14 listopada 1953 w Koblencji) – niemiecki piłkarz grający na pozycji obrońcy, trener.

## Kariera piłkarska
Peter Hidien karierę piłkarską rozpoczął w juniorach Hamburgera SV, z którym w 1972 roku podpisał profesjonalny kontrakt. W barwach Hamburgera SV 7 października 1972 roku zadebiutował w Bundeslidze w przegranym 3:2 meczu wyjazdowym z Hannoverem 96 oraz odnosił największe sukcesy w karierze piłkarskiej: dwukrotne mistrzostwo Niemiec (1979, 1982), trzykrotne wicemistrzostwo Niemiec (1976, 1980, 1981), a także zdobył Puchar Niemiec 1975/1976 i dotarł do finału Pucharu Niemiec 1973/1974, Puchar Ligi Niemieckiej 1972/1973 oraz 11 maja 1977 roku wygranej 2:0 w finale z belgijskim Anderlechtem Bruksela na Olympisch Stadion w Amsterdamie zdobył Puchar Zdobywców Pucharów. Z klubu odszedł po sezonie 1981/1982.
Następnie zaczął grać w amatorskich klubach: Hummelsbütteler SV (1982–1986 – awans do 2. Bundesligi w sezonie 1984/1985) oraz od 1986 w VfL Pinneberg, w którym zakończył karierę piłkarską.
Łącznie w Bundeslidze rozegrał 214 meczów, w których zdobył 9 goli.
W trakcie kariery piłkarskiej zyskał pseudonim Schwarzer Peter (Czarny Piotr) oraz Chita.

## Kariera trenerska
Peter Hidien po zakończeniu kariery piłkarskiej rozpoczął karierę trenerską. Trenował kluby amatorskie: Tangstedter SV, rezerw Altony 93 oraz TuS Hasloh, którego potem przez długi czas był prezesem.

## Sukcesy

### Zawodnicze
Hamburger SV
- Mistrzostwo Niemiec: 1979, 1982
- Wicemistrzostwo Niemiec: 1976, 1980, 1981
- Puchar Niemiec: 1976
- Finał Pucharu Niemiec: 1974
- Puchar Ligi Niemieckiej: 1973
- Puchar Zdobywców Pucharów w piłce nożnej: 1977

Hummelsbütteler SV
- Awans do 2. Bundesligi: 1985

## Po zakończeniu kariery
Peter Hidien obecnie mieszka w Quickborn. Pracował jako doradca klienta z firmie Peter Gerdau Tankschutz w Tangstedt.